# Stomaž (Ajdovščina)

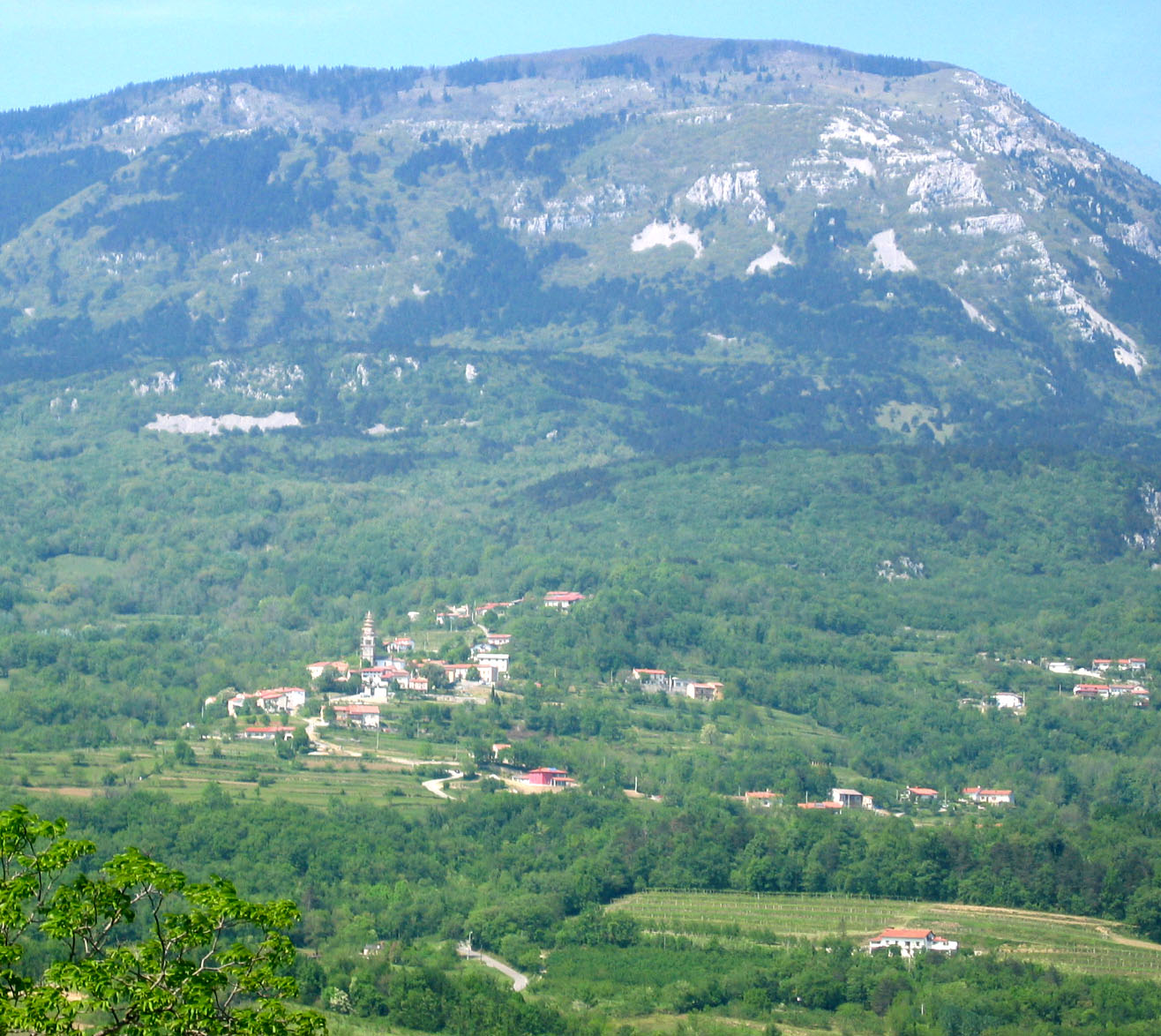
Blick auf Stomaž vor dem Čaven-Höhenzug

Stomaž ist ein Dorf unterhalb des Čaven nördlich des Vipava-Tals in der Gemeinde Ajdovščina  in Slowenien. Es besteht aus mehreren kleineren Weilern: Brith, Dolenja vas, Hrib, Ljubljanica, Griže, Črnigoji, Bratini und Batagelji.

## Geschichte
Stomaž wurde 1523 in schriftlichen Quellen als Sannd Thomas bezeugt. Der slowenische Name Stomaž leitet sich von *šent Tomaž „Heiliger Thomas“ ab. Der Name der Siedlung wurde 1987 von Štomaž in Stomaž geändert. Im Dorf gibt es eine dem Heiligen Thomas geweihte Kirche.

### Zweiter Weltkrieg
In Stomaž gibt es vier bekannte Massengräber aus dem Zweiten Weltkrieg. Die Gräber Stomaž 1–4 (slowenisch: Grobišče Stomaž 1–4) befinden sich alle östlich der Siedlung. Sie stehen im Zusammenhang mit der Ermordung von 13 oder 14 slowenischen Zivilisten im Herbst 1943.

## Aktivitäten
Stomaž ist ein sehr beliebter Ausgangspunkt für Wanderungen auf den Čaven (1185 m).